# Khvoshdūn
Khvoshdūn (persiska: خوشتون, خُشدون, خُشدود, خوشدون) är en ort i Iran.   Den ligger i provinsen Markazi, i den centrala delen av landet, 210 km sydväst om huvudstaden Teheran. Khvoshdūn ligger 1 696 meter över havet och antalet invånare är 406.
Terrängen runt Khvoshdūn är en högslätt. Runt Khvoshdūn är det ganska tätbefolkat, med 116 invånare per kvadratkilometer. Närmaste större samhälle är Dāvūdābād, 11,2 km sydost om Khvoshdūn. Trakten runt Khvoshdūn består i huvudsak av gräsmarker.